# Gabro
Gabro je zásaditá hornina z rodiny magmatických hornin, hlubinný ekvivalent čediče.
Jméno pochází z italského slova s významem hladký nebo holý. Tento starý florentinský kamenický název použil poprvé v petrografii von Buch v roce 1810.
Klasifikuje se jako hlubinný (intruzivní) magmatit, což je hornina vytvořená společně s projevy vulkanismu. Řadí se k horninám bez křemene nebo s jeho podružným množstvím. Ze živců je zastoupena pouze skupina plagioklasu, a to buď labradorit, bytownit či anortit. Pokud obsahuje i K-živec, označuje se jako syenogabro, popř. jako gabro s nefelínem (jsou-li přítomny foidy) či křemenné gabro (při podstatném množství křemene, tj. více než 10 %, maximálně však 50 %). Tmavé minerály mohou být zastoupeny pyroxeny (převažují monoklinické nad ortopyroxeny), amfibolem, olivínem, někdy biotitem. Hojně jsou v gabrech zastoupeny rudy Fe (magnetit, pyrhotin), Cr (chromit), Ti (titanomagnetit, ilmenit), z akcesorických minerálů bývá zastoupen spinel, apatit, granát, titanit, rutil, ortit, vzácně zirkon. Nejedná se o jedinou horninu, ale o skupinu hornin, jak plyne z rozdělení.

## Rozdělení

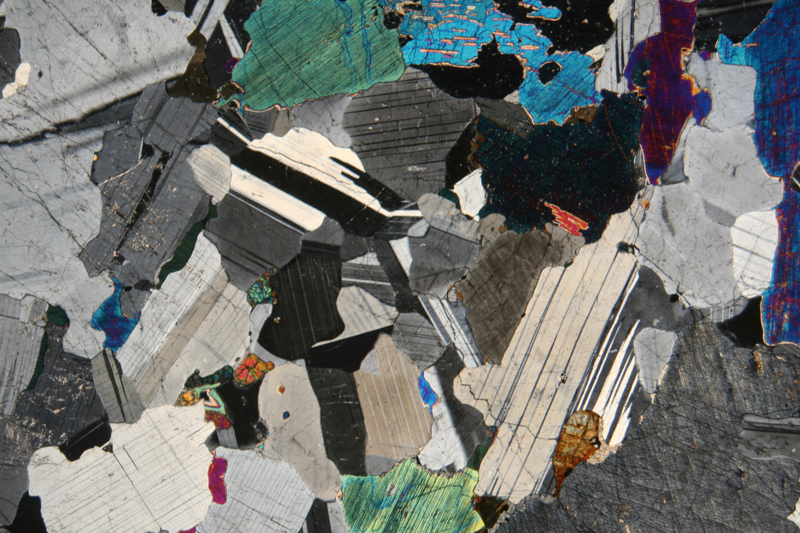
Gabro - mikrofotografie, zkřížené Nikoly

Podle povahy tmavých minerálů se gabra rozdělují na skupinu bez olivínu – amfibolická, amfibolicko-pyroxenická, pyroxenická, hyperity (augit, ortopyroxen), nority (ortopyroxen), anortozity (tmavé minerály do 10%) a skupinu s olivínem – olivínická gabra, olivínické hyperity, olivínické nority, troktolity (převažuje plagioklas s olivínem).

## Vlastnosti
Většinou jde o stejnoměrně zrnité horniny, drobně až hrubě zrnité, anortozity bývají i velkozrnné. V případě porfyrických druhů tvoří vyrostlice pouze tmavé minerály. Barva gabra je šedočerná, často s odstínem do zelena. Struktura je gabrově zrnitá, někdy ofitická, textura masívní. Zejména pyroxeny a živce podléhají druhotným přeměnám (uralitizace, saussuritizace). Gabra tvoří samostatná tělesa, podílejí se na ultrabazických intruzích, jsou součástí ofiolitových komplexů a hojné zastoupení mají v středooceánických hřbetech.

## Chemické složení

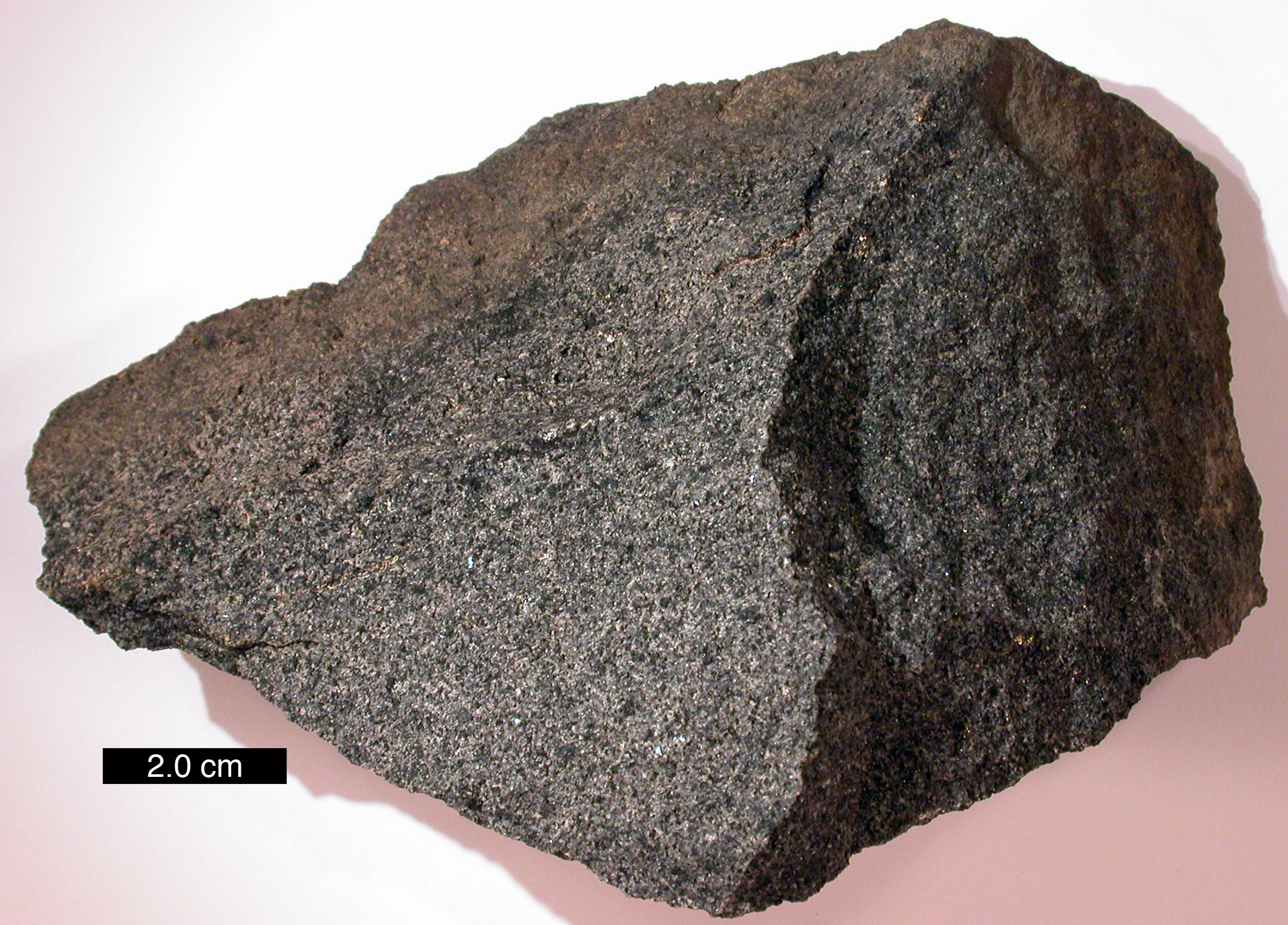
Gabro

Jako příklad chemického složení lze uvést olivínické gabro z poběžovického masívu:
- SiO2 47,28 %,
- Al2O3 17,14 %,
- CaO 10,10 %, MgO 8,54 %,
- FeO 6,18 %,
- Fe2O3 4 %,
- Na2O 3,06 %,
- TiO2 1,22 %,
- ostatní složky pod 1 %.

## Výskyt

### Česká republika

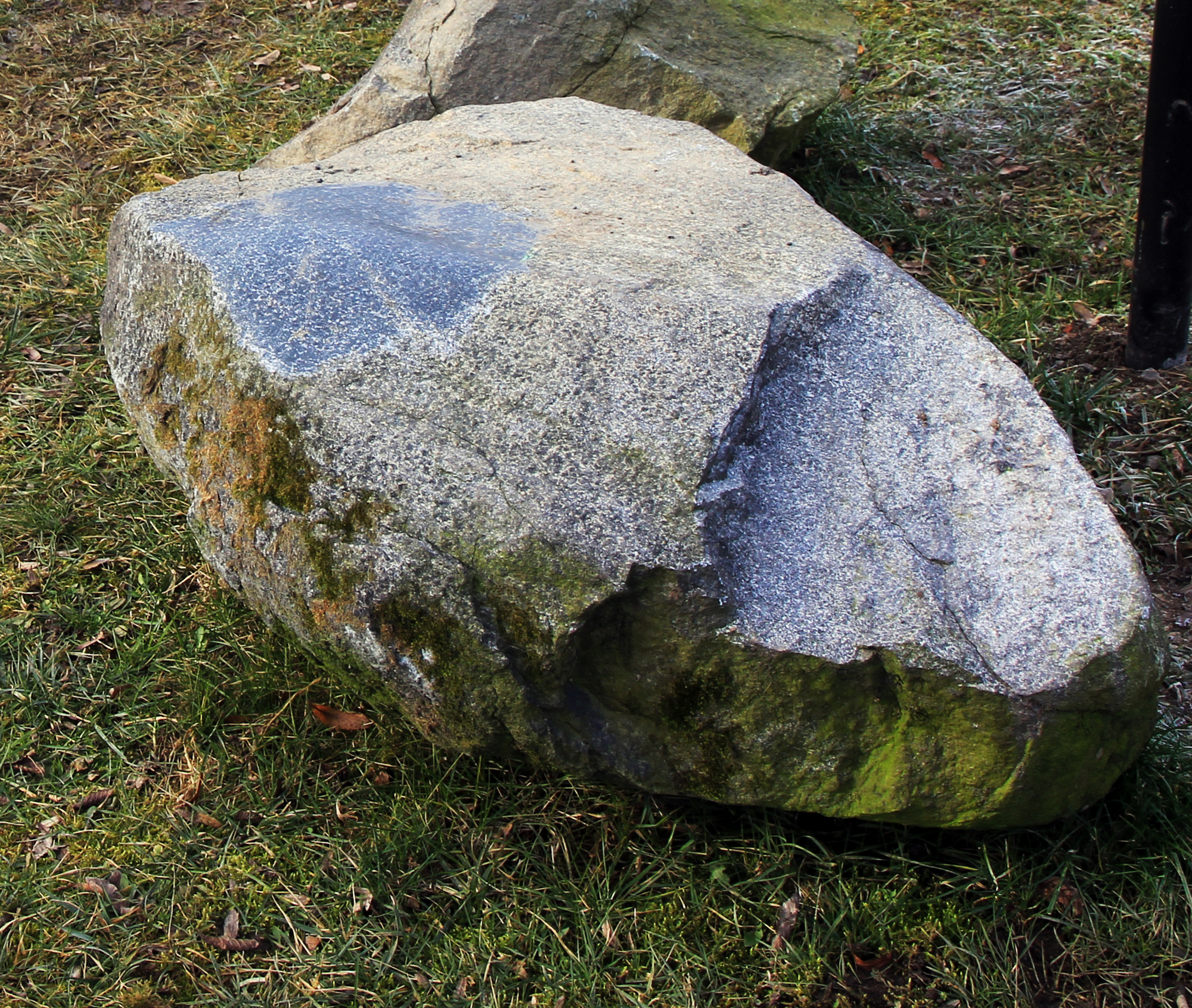
Gabro z lomu v Peceradech u Týnce nad Sázavou

Amfibolická gabro se nachází především ve středočeském plutonu (mezi Březnicí a Kamýkem nad Vltavou, u Benešova), dále v poběžovickém bazickém masivu. Z pyroxenicko-amfibolických a amfibolicko-pyroxenických gaber je nejznámější peceradské severně od Benešova (obsahuje obecný amfibol a z pyroxenů salit, vždy podružné množství křemene a K-živce), dále se vyskytují v ranském a brněnském masivu. Z ranského a kdyňského masívu jsou známa pyroxenická gabra s augitem, která lze najít dále na Špičáku u Deštného v Orlických horách a u Týnce nad Labem. Olivinická gabra se vyskytují v ranském, kdyňském a poběžovickém masívu. Vzácnější jsou výskyty hyperitů (Kralovice, Bystřice nad Pernštejnem) a olivínických hyperitů (Moravské Budějovice a poběžovický masív), odkud jsou známy i nority. U Českého Krumlova se nachází lokalita téměř bílého anortozitu (obsahuje více než 90 % plagioklasu) a u Ranska na Chotěbořsku.

### Zahraničí
Hlavní výskyt je v Norsku, Rusku a Kanadě. Největším gabrovým masívem je těleso o ploše 6100 km² v Minnesotě (USA). Z prekambrických masívů je známo 17 těles anortozitu v kanadském Quebecu, největší z nich má plochu zhruba 15 000 m².

## Použití
Převážně se používá jako stavební materiál (na obklady budov, ať již exteriéry či interiéry), na dlažební kameny, po vybroušení na náhrobní kameny (zejména horniny obsahující labradorit). Často jsou gabra těžena pro obsah rud Ni, Co, Cr, Ag, Pt či sulfidů mědi. V České republice je využito na plastice brněnského orloje.